# Segorbe
Segorbe (valencianisch/katalanisch: Sogorb) ist eine Kleinstadt in der Provinz Castellón in der spanischen autonomomen Region Valencia. Sie liegt am Ufer des Flusses Palancia etwa 55 Kilometer südwestlich der Provinzhauptstadt Castellón de la Plana, 33 Kilometer nordwestlich von Sagunto und 56 Kilometer nördlich von Valencia im Bezirk Alto Palancia, dessen Bezirkshauptstadt Segorbe ist. 2024 hatte die Gemeinde 9.640 Einwohner.

## Geschichte
Die in der Antike als Segobriga errichtete Ortschaft wurde unter den Westgoten im 6. Jahrhundert Bischofssitz und war in der zweiten Hälfte des 11. Jahrhunderts (unter Ibn Yasin) Sitz eines kurzzeitig unabhängigen Mauren-Emirats, ehe sie nach der Reconquista im 13. Jahrhundert Teil des Königreichs Aragon und Sitz des Bistums Segorbe-Castellón wurde (bis 1953).
Seit der Antike ist Segorbe ein wichtiges Zentrum der Keramik- bzw. Tonwaren-Fertigung.

## Sehenswürdigkeiten
Historisch sehenswert sind Reste der Stadtburg bzw. der Stadttore, die gotische Kathedrale von Segorbe, der heute als Rathaus fungierende Palast der Herzöge von Medinaceli, die aus dem 13. Jahrhundert stammende Kirche San Pedro, die aus dem 17. Jahrhundert stammende Kirche San Martin und die nahegelegene Quelle der 50 Provinzen. Touristisch bedeutsam ist das alljährliche Bullen- und Pferdetreiben.

## Persönlichkeiten
- Francesc Vicent (um 1450–um 1512), Schachautor des 15. Jahrhunderts

## Bilder

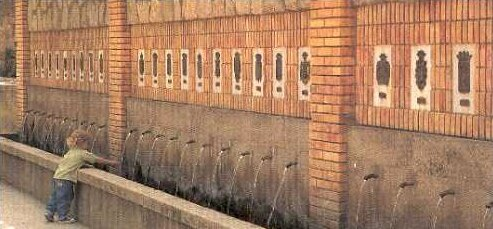
Jeder Wasserspeier der etwa 1 km entfernten Quelle der 50 caños steht für eine Provinz Spaniens
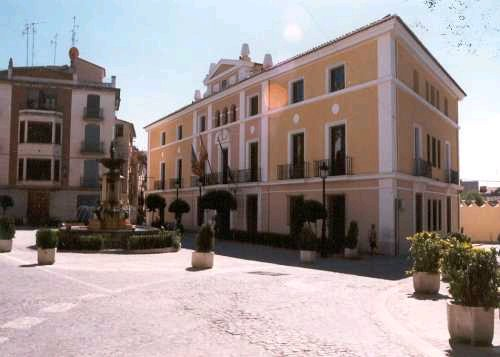
Der als Rathaus dienende Medinaceli-Palast